# Statuto d'autonomia della Lombardia
Lo Statuto d'autonomia della Lombardia è la legge fondamentale della regione Lombardia. L'attuale testo (legge regionale statutaria 30 agosto 2008, n. 1) è stato pubblicato nel BURL il 31 agosto 2008 e vige dal giorno successivo.
Lo  statuto consta di nove titoli e sessantacinque articoli. Nel titolo VIII (APPROVAZIONE E REVISIONE DELLO STATUTO) all'articolo 64 (Procedimento di approvazione dello Statuto) si statuiscono i procedimenti per l'approvazione e la revisione della Carta, con riserva di legge regionale statutaria, ai sensi dell'articolo 123 della Costituzione italiana.